# Marta (helgon)
Marta, död cirka år 80, är en biblisk gestalt, Lasaros syster. Hon omtalas i Lukasevangeliet 10:38–42, när hon tjänar Jesus och i Johannesevangeliet 11:1–44, då Lasaros uppväcks från de döda, samt i 12:1–2, när hon serverar Jesus en måltid strax före korsfästelsen. Marta vördas som helgon inom Romersk-katolska kyrkan med festdag 29 juli. I de östliga kyrkorna räknas hon som en av myrrbärarna, de som var först att besöka Jesu grav och fann att den var tom.

## Biografi enligt Bibeln och kristen tradition
Marta beskrivs i Nya Testamentet som syster till Maria och Lasaros från den lilla staden Betania. De beskrivs som goda vänner till Jesus, och han bodde i deras hus när han var på besök i Jerusalem. När Lasaros uppväcks från de döda var det till Marta Jesus sade: "Jag är uppståndelsen och livet", och hon svarade med trosbekännelsen: "...jag tror att du är Messias, Guds son", det vill säga ICHTHYS. Enligt den medeltida traditionen flydde hon tillsammans med sina syskon från Jerusalem efter aposteln Jakobs avrättning. Med på båten var även bland andra Maria Jakobea, Maria Salome och Maria från Magdala. I de västliga legenderna sammanblandas ofta Martas syster Maria från Betania och Maria från Magdala. I den östliga traditionen skiljer man alltid på de två mariorna.
Båtresan skedde utan styrman eller segel men på ett mirakulöst sätt kunde båten angöra i Provence i södra Frankrike, på en plats som döpts till Saintes-Maries-de-la-Mer, ungefär mariorna från havet. Marta och hennes tjänstekvinna bosatte sig i ett enkelt och avsides beläget hus där de ägnade sig åt fasta och bön. Hon besegrade en människoätande drake som de omkringboende kallade Tarascus. Draken kuvades av att Marta stänkte vigvatten på den och höll upp ett kors framför den. Den blev då beskedlig och hon kunde leda den till Arles. I Arles slogs den ihjäl med stenar och påkar. Därefter kallades platsen hon bodde på för Tarascon.
Legenden berättar också om Martas död. Marta fick kunskap om den ett år i förväg. När det blev dags samlade hon de kvinnor som kommit till Tarascon, och som levde ett klosterliv där omkring sig med brinnande ljus. En stark vind blåste ut ljusen och Marta fick se en flock onda andar. Efter bön kom hennes syster Maria med en fackla i handen. Facklan tände ljusen och hon hörde Jesus som sade att det nu var hans tur att ta hand om henne så som hon alltid tagit hand om honom, varpå hon dog.

## Helgon och attribut
Eftersom hon tog emot Jesus i sitt hem och passade upp på honom har servicenäringen, och framförallt med koppling till köket, tagit henne som skyddshelgon. Hon är därför skyddshelgon för leksystrar, tjänstekvinnor, köksfruar, husmödrar, tvätterskor, gästgivare och italienska hotellvärdar. Marta är också skyddshelgon för bildhuggare och målare. Ambrosius av Milano menade, att det var henne som Jesus botade från blödningar som varat i 12 år och som beskrivs i Lukasevangeliet 8:43. Därför åkallas hon vid blödningar.
När pesten härjade i Frankrike 1630, skonades Tarascon. Därför åkallas Marta även vid pest tillsammans med helgonen Rochus och Sebastian. Hennes är attribut är sked, kvast och nyckelknippa samt en behållare med vigvatten och drake efter den medeltida legenden om Tarascus.

## Reliker
Enligt traditionen påträffades Martas reliker år 1187 och vördades i en krypta i kyrkan Sainte-Marthe i Tarascon i Provence. Hennes reliker är nu försvunna, men graven vördas fortfarande i kyrkan. Även i Wittenberg, Toscana och Nürnberg görs det anspråk på att ha reliker från Marta.

### Webbkällor
- ”St. Martha”. Catholic Encyclopedia. New Advent. http://www.newadvent.org/cathen/09721b.htm. Läst 28 juli 2017.
- ”Santa Marta di Betania”. Santi e Beati. http://www.santiebeati.it/dettaglio/23750. Läst 28 juli 2017.